# The Day of Days
The Day of Days è un film muto del 1914 diretto da Daniel Frohman. La sceneggiatura si basa sull'omonimo romanzo di Louis Joseph Vance pubblicato a Boston nel 1913. Prodotto dalla Famous Players Film Company e distribuito dalla Paramount, il film aveva come interpreti Cyril Scott, Sadie Harris, David Wall, Arthur Donaldson, Mabel Halsey, Hal Clarendon.

## Trama
Marian Blessington è una ricca ereditiera che deve però ancora entrare in possesso del suo patrimonio. Per evitare il matrimonio con Bayard, il figlio dell'esecutore testamentario, la ragazza fugge di casa, andando a vivere in una piccola pensione, dove incontra e si innamora di Percival Sybarite, un giovane contabile. Un giorno, lui la invita a teatro a vedere Kismet. Intanto Bayard, che ha scoperto dove Marian lavora, la va a trovare, chiedendole di poterla incontrare quella sera. Lei trova una scusa per rifiutare e, quando lui se ne va, scopre che Bayard è già sposato con un'altra donna, la signora Inch. Quest'ultima le chiede di collaborare con lei per contrastare i piani del marito in quanto, se la sposasse, lui diventerebbe un bigamo. Così, dopo essere stata a teatro, Marian va all'appuntamento con la signora Inch. Ma Bayard si scontra con Percival: i due vengono alle mani e Bayard ha la peggio. L'uomo, scappando, si lascia dietro il cappello dentro il quale Percival trova un biglietto che serve per entrare in una bisca. Sentendosi fortunato, il giovanotto non solo si reca nel locale, ma si mette a giocare e, vincendo una grossa somma, fa saltare il banco. Dopo tutta una serie di peripezie che lo vedono protagonista, Percival finirà per scoprire che, nel frattempo, Marian è stata rapita. La sua fortuna, però, continua e, per uno straordinario caso, intercetta una telefonata che gli rivela il luogo dov'è tenuta prigioniera la ragazza, rapita da Bayard, e gli permette di avvisare la polizia che la va a liberare.

## Produzione
Il film fu prodotto dalla Famous Players Film Company.

## Distribuzione
Distribuito dalla Paramount Pictures e presentato da Daniel Frohman, il film uscì nelle sale statunitensi il 20 gennaio 1914.
Non si conoscono copie ancora esistenti della pellicola che viene considerata presumibilmente perduta.